# St Mawes
St Mawes est une ville dans le centre des Cornouailles, au Royaume-Uni. La ville a été nommée d'après le breton Saint Maudez.
Elle est dans la paroisse civile de St Just in Roseland.

## Personnalités liées à la ville
- Dudley Carleton (1573-1632), collectionneur d'art, diplomate et secrétaire d’État anglais, était membre de parlement d'Angleterre du bourg pourri de St Mawes en 1604.

## Références

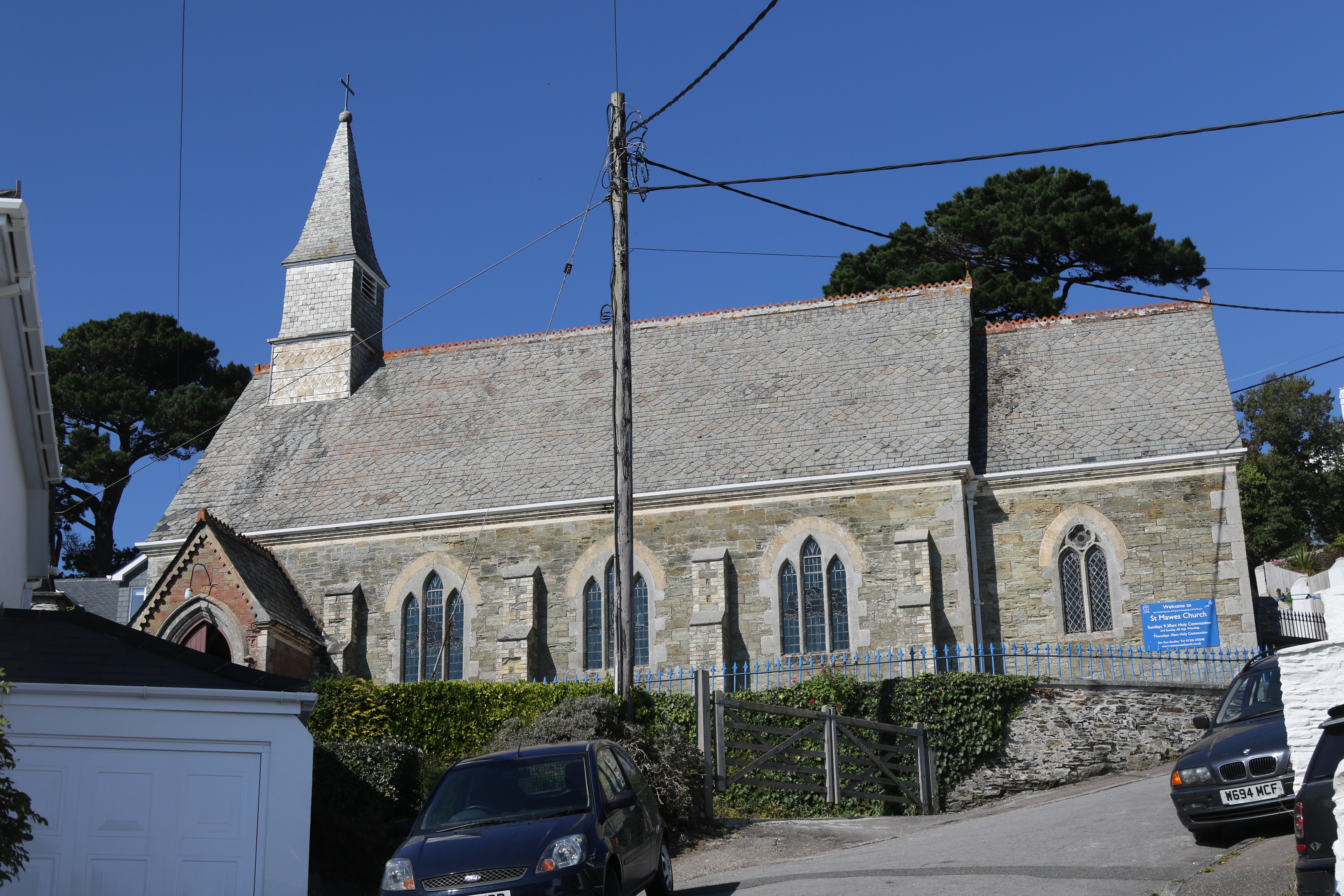
L’église de St Mawes